# Ґіжинек (Куявсько-Поморське воєводство)
Ґіжинек (пол. Giżynek) — село в Польщі, у гміні Бжузе Рипінського повіту Куявсько-Поморського воєводства.
Населення — 329 осіб (2011).
У 1975-1998 роках село належало до Влоцлавського воєводства.

## Демографія
Демографічна структура станом на 31 березня 2011 року:
|          | Загалом | Допрацездатний вік | Працездатний вік | Постпрацездатний вік |
| -------- | ------- | ------------------ | ---------------- | -------------------- |
| Чоловіки | 161     | 41                 | 99               | 21                   |
| Жінки    | 168     | 39                 | 92               | 37                   |
| Разом    | 329     | 80                 | 191              | 58                   |